# Tiszri
Tiszri (hebr. ‏תשרי‎) – pierwszy miesiąc cywilnego kalendarza żydowskiego, przypadający na wrzesień-październik w kalendarzu gregoriańskim. W kalendarzu religijnym miesiąc ten wypada jako siódmy i liczy 30 dni.
W przeciągu miesiąca tiszri mają miejsce następujące wydarzenia religijne:
- 1-2 tiszri – Rosz ha-Szana – Nowy Rok
- 3 tiszri – Post Gedaliasza
- 10 tiszri – Jom Kipur – Dzień Pojednania
- 15-22 tiszri – Sukkot – Święto Szałasów
- 21 tiszri – Haszana Rabba – Wielka Hosanna
- 22 tiszri – Szmini Aceret – Święto Końca (obchodzone tylko w diasporze)
- 23 tiszri – Simchat Tora – Radość Tory